# Pamiętnik ex
Pamiętnik ex – singel polskiego rapera Young Igiego z albumu studyjnego Skan myśli. Singel został wydany 10 września 2019 roku. Tekst utworu został napisany przez Igora Ośmiałowskiego.
Nagranie uzyskało certyfikat złotej płyty w 2021 roku.
Singel zdobył ponad 4 miliony wyświetleń w serwisie YouTube (2023) oraz ponad 5 milionów odsłuchań w serwisie Spotify (2023).

## Nagrywanie
Utwór został wyprodukowany przez 2K Beatz. Tekst do utworu został napisany przez Igora Ośmiałowskiego.

## Twórcy
- Kizo – słowa[1][2]
- Igor Ośmiałowski – tekst[1][2]
- 2K Beatz – produkcja[1]